# Arthur Henry Mann
Pour les articles homonymes, voir Mann.
Ne doit pas être confondu avec Henry Mann.
Arthur Henry Mann (né le 16 mai 1850 à Norwich, décédé le 19 novembre 1929 à Cambridge) est un organiste anglais, chef de chœur et compositeur d'hymnes dont Angel's Story qui au départ a été écrit pour l'hymne I love to hear the story, mais qui est chanté sur les paroles de O Jesus, I have promised.

## Formation
Mann fait ses études au New College d'Oxford (1874,1882). Il est choriste et organiste assistant à la Cathédrale de Norwich. C'est un élève de Zechariah Buck.

## Carrière
Il a été :
- Organiste à l'église Saint-Pierre de Wolverhampton de 1870 à 1871[1],
- Organiste à l'église Saint-Michel de Tettenhall de 1871 à 1875[1],
- Organiste à Beverley Minster de 1875 à 1876[1],
- Organiste à la King's College Chapel de Cambridge de 1876 à 1929[2],
- Organiste de l'Université de Cambridge de 1897 à 1929,
- Maître de musique et organiste à la Leys School de Cambridge de 1894 à 1922.

En 1918 il dirige le premier service du Festival of Nine Lessons and Carols (en) à la Chapelle du King's College.